# 한희순
한희순 상궁(韓熙順 尙宮, 1889년 ~ 1972년 1월 5일)은 대한제국 조선 시대 마지막 주방 상궁으로, 사라질 뻔한 궁중 요리를 현대적으로 되살리고 계승, 발전하는 데 주도적인 역할을 하였다.
별세하기 1년 전인 1971년 대한민국 정부에 의해 국가무형문화재 제38호인 조선왕조 궁중음식 1대 기능 보유자로 지정되었다.

## 생애
한희순은 고종 26년인 1889년 한성부 왕십리에서 농부 한민희의 딸로 태어나, 13세 때인 1901년에 대한제국 조선 궁녀로 입궐하여 덕수궁 주방의 나인이 되었다. 1965년까지 순종의 계비 해평 윤씨를 모시며 주방 상궁으로 있었다.
1957년에는 《이조궁정요리통고(李朝宮廷料理通攷)》를 공저로 출간하였다. 1955년부터 1967년까지 숙명여자대학교에 특임대우교수로 출강하여 요리를 교수하였다. 제자로는 황혜성, 염초애 등이 있다.

## 같이 보기
- 순정효황후
- 김명길
- 박창복
- 성옥염
- 황혜성
- 염초애
- 한복려
- 한복선
- 한복진